# 자한기르 미르자 1세
자한기르(1356년 경 ~ 1376년 경)는 티무르의 아들이다. 일반적으로 그는 티무르의 장남이라 소개되나, 그가 차남이었을 가능성도 존재한다.

## 삶
1374년, 당시 티무르와 갈등관계였던 화레즘의 군주 유수프 수피는 그의 딸 세빈 벡을 자한기르와 결혼시킴으로써 우호관계로 돌아왔다. 자한기르는 이 결혼을 통해 칭기스 가문의 여인과 결혼한 사람만이 사용하는 칭호인 구르칸을 사용할 수 있게 되었다. 자한기르는 세빈 벡과의 사이에서 아들 무함마드 술탄을 얻었다. 무함마드 술탄은 자한기르가 자유인 여자의 몸에서 얻은 유일한 자식이다.
1374년 ~ 1375년, 자한기르는 티무르의 원정에서 한 군단을 이끌기 시작했다.. 그러나 그는 1375년에 티무르가 시작한 모굴리스탄 칸국 원정에는 참여하지 않았다. 자한기르는 대신 사마르칸드에 남아 티무르를 대신했다. 1375년 혹은 1376년, 티무르가 돌아오기 직전에 자한기르는 20살의 나이로 죽었다. 자한기르가 죽은지 40일이 지나서 그의 아들 피르 무함마드가 태어났다.
자한기르가 죽은 뒤에 그의 첫째 부인 세빈 벡은 그의 동생인 미란 샤와 결혼했다.

## 자식들
- 무함마드 술탄: 자한기르가 세빈 벡과의 사이에서 얻은 아들[8]. 티무르는 무함마드 술탄을 자신의 후계자로 세웠다[6]. 그러나 티무르보다 일찍 죽었다.
- 피르 무함마드: 자한기르가 바흐티물크 아가와의 사이에서 얻은 아들[8]. 티무르는 죽기 직전 피르 무함마드를 자신의 후계자로 지정했다.

## 참고 문헌
- 호리카와 토오루. (2005). 몽골 제국과 티무르 제국. 《중앙유라시아의 역사》, 193 - 275. (고마츠 히사오 외, 씀, 이평래, 옮김). 서울: 소나무. (원서출판 2000).
- 르네 그루세. (1998). 《유라시아 유목제국사》. (김호동·유원수·정재훈, 옮김). 파주: 사계절 출판사. (원서출판 1939).
- B. F. Manz. (1989). The rise and rule of Tamerlane. Cambridge: Cambridge University Press.
- B. F. Manz. (2007). Power Politics and Religion in Timurid Iran. Cambridge: Cambridge University Press.
- B. F. Manz. (2010). Ḵalil Solṭān b. Mirānshāh b. Timur. In Encyclopaedia Iranica, Online Edition. Retrieved from .
- V. V. Barthold. (1958). Four studies on the history of Central Asia, vol.II. (V. and T. Minorsky, tr.). Leiden: Brill Archive.
- Mirza Muhammad Haidar Dughlt. (2008). A History of the Moghuls of Central Asia:The Tarikh-I-Rashidi. (N. Elias and Sir E. Denison Ross, tr.). New Tork: Cosimo, Inc.